# W3Schools
W3Schools ist eine E-Learning-Webseite mit Tutorials und Hilfestellungen für die Bereiche Webentwicklung und Webdesign.

## Funktionen
Auf der Seite werden Quelltext-Beispiele mit Erklärungen kostenfrei in englischer Sprache gezeigt, die sich meist auch in einem Live-Editor interaktiv bearbeiten und ausführen lassen. Dabei werden andere wichtige Code-Elemente ausgeblendet, so dass der Nutzer sich auf den dargestellten Code fokussieren kann (Entwickler-Sandbox). Die Tutorials sind in einzelne Kapitel zu den Entwicklungs-Sprachen eingeteilt. Neben den Grundlagen können auch bestimmte erweiterte Technologien (zum Beispiel HTML5 oder Frameworks und Programmbibliotheken), grafische oder anwendungsbezogene Umsetzungsmöglichkeiten und Beispiele, sowie eine Fokussierung auf einzelne Elemente der Programmiersprache (sogenannte „References“) gelernt, nachgeschlagen und ausprobiert werden. Dazu gibt es noch einen YouTube-Kanal, der bestimmte Themen in der Webentwicklung aufgreift und erklärt, und ein Internetforum.
Unterstützt werden u. a. die Sprachen HTML, CSS, JavaScript, JSON, PHP, AngularJS, SQL, Bootstrap, Node.js, jQuery, XQuery, Ajax und XML.

## Geschichte
Die Seite wurde 1998 erstmals öffentlich gestellt. Der Name ist an das World Wide Web angelehnt und nicht zu verwechseln mit dem World Wide Web Consortium (W3C). Die Seite ist eine der größten Webseiten im Bereich Webentwicklung. Der im Mai 2022 eingestellte Dienst Alexa Internet stufte die Seite im April des gleichen Jahres auf einen Rang von 139 ein.